# مامبره کادئی
مامبِرِه کادِئی (Mambéré-Kadéï) یکی از استان‌های ۱۶ گانه کشور آفریقای مرکزی می‌باشد که در بخش شرقی این کشور واقع شده‌است.
مرکز این استان شهر بربراتی می‌باشد.